# M. Emmet Walsh
Michael Emmet Walsh, född 22 mars 1935 i Ogdensburg, New York, död 19 mars 2024 i St. Albans, Vermont, var en amerikansk skådespelare. Walsh medverkade i över 200 filmer och TV-produktioner.

## Filmografi
- 1969 – Alices Restaurant
- 1970 – End of the Road
- 1970 – The Traveling Executioner
- 1971 – Flykten från apornas planet
- 1972 – Go'dag yxskaft?
- 1972 – Get to Know Your Rabbit
- 1973 – Kid Blue
- 1974 – Speldjävulen
- 1975 – Leve kärleken
- 1975 – Porträtt av en tonårsalkoholist
- 1976 – Mikey and Nicky
- 1977 – Slagskott
- 1977 – Haveriplats: Bermudatriangeln
- 1977 – Katastroflarm
- 1978 – Inte en chans
- 1979 – Supernollan
- 1979 – Hur jag torskade i Pittsburgh
- 1980 – Brubaker
- 1980 – En familj som andra
- 1980 – Lyft Titanic
- 1980 – City in Fear
- 1980 – High Noon, Part II
- 1981 – Reds
- 1981 – Öster om Eden
- 1981 – Sista stopp Los Angeles
- 1981 – Lilla huset på prärien (TV-serie)
- 1982 – Blade Runner
- 1982 – Cannery Row
- 1982 – Utbrytaren
- 1982 – Fixaren
- 1983 – Silkwood
- 1984 – Saknad i strid
- 1984 – Blood Simple
- 1984 – Grandview, U.S.A.
- 1984 – Den stora stöten
- 1984 – Titta, vi spionerar
- 1984 – The Outlaws
- 1984 – Ökenjakten
- 1985 – Fletch
- 1986 – Critters
- 1986 – Back to School
- 1986 – Överlagt mord
- 1986 – The Best of Times
- 1986 – Vila i frid
- 1987 – Biltjuvarna
- 1987 – Arizona Junior
- 1987 – Bigfoot och Hendersons
- 1987 – Bortom all misstanke
- 1987 – Broken Vows
- 1987 – Kidnapping
- 1988 – Milagro
- 1988 – Clean and Sober
- 1988 – War Party
- 1988 – Sunset
- 1989 – Red Scorpion
- 1989 – Rosens broderskap
- 1989 – The Mighty Quinn
- 1989 – Thunderground
- 1989 – Högt spel
- 1990 – Farligt möte
- 1990 – Sundown: The Vampire in Retreat
- 1990 – Chattahoochee
- 1990 – Livsfarligt spel
- 1991 – Spårlöst försvunnen
- 1992 – Wild Card
- 1992 – Het sand
- 1992 – Equinox - som eld och vatten
- 1992 – Four Eyes and Six-Guns
- 1992 – Dödligt byte
- 1993 – En het affär
- 1993 – Bitter Harvest
- 1993 – Slumpens musik
- 1993 – The Naked Truth
- 1994 – Utan ett spår
- 1994 – Tyst fruktan
- 1994 – Sommarlägret
- 1994 – The Glass Shield
- 1995 – Panther
- 1995 – Rädda Willy II
- 1995 – Dead Badge
- 1995 – Farlig resa
- 1995 – Den gåtfulla statyn
- 1996 – Romeo + Julia
- 1996 – Juryn - A Time to Kill
- 1996 – Albino Alligator
- 1996 – The Lottery
- 1996 – Portraits of a Killer
- 1997 – Min bäste väns bröllop
- 1997 – Retroactive
- 1997 – The Killing Jar
- 1998 – Men in White
- 1998 – Twilight
- 1998 – Chairman of the Board
- 1998 – Erasable You
- 1998 – Nightmare in Big Sky Country
- 1999 – Stulen lycka
- 1999 – Wild Wild West
- 1999 – Monster!
- 1999 – Will och jag
- 2000 – Poor White Trash
- 2000 – Jack of Hearts
- 2001 – Christmas in the Clouds
- 2002 – Snow Dogs
- 2003 – Baggage
- 2004 – Julfritt
- 2005 – Zuperzebran
- 2005 – Greener Mountains
- 2007 – Man in the Chair
- 2007 – Big Stan
- 2008 – Haunted Echoes
- 2008 – Your Name Here
- 2009 – Don McKay
- 2009 – Youth in Revolt
- 2010 – Chasing 3000
- 2012 – Berättelsen om Timothy Green
- 2012 – Love Sick Love

## Teater

### Roller
| År   | Roll  | Produktion                                | Regi            | Teater                         |
| ---- | ----- | ----------------------------------------- | --------------- | ------------------------------ |
| 1969 | Ringo | Does a Tiger Wear a Necktie? Don Petersen | Michael Schultz | Belasco Theatre, New York, USA |